# Past Perfect Simple
Das Past Perfect Simple ist eine Zeitform der Verben in der englischen Sprache. Die deutsche Entsprechung des Past Perfect Simple ist das Plusquamperfekt.

## Bildung
Bei allen Personen wird had – das Simple Past von to have – und der Wortstamm mit der angehängten Endung „-ed“ verwendet.
Beispiel:
1. Person Singular: I had listened.

2. Person Singular: You had listened.

3. Person Singular: He/She/It had listened.

1. Person Plural: We had listened.

2. Person Plural: You had listened.

3. Person Plural: They had listened.

Achtung! Es gibt auch unregelmäßige Verben, wie zum Beispiel „to speak“:
1. Person Singular: I had spoken.

2. Person Singular: You had spoken.

3. Person Singular: He/She/It had spoken.

1. Person Plural: We had spoken.

2. Person Plural: You had spoken.

3. Person Plural: They had spoken.

### Verneinung
Die Verneinung wird mit „had not“ (oder kurz „hadn't“) gebildet.
Beispiel:
1. Person Singular: I had not spoken.

2. Person Singular: You had not spoken.

3. Person Singular: He/She/It had not spoken.

1. Person Plural: We had not spoken.

2. Person Plural: You had not spoken.

3. Person Plural: They  had not spoken

### Frage
Bei der Frageform wird ein „had“ vorangestellt.
Beispiel:
1. Person Singular: Had I spoken?

2. Person Singular: Had you spoken?

3. Person Singular: Had he/she/it spoken?

1. Person Plural: Had we spoken?

2. Person Plural: Had you spoken?

3. Person Plural: Had they spoken?